# Genentech
Genentech Inc. of Genetic Engineering Technology, Inc. is een Amerikaans biotechnologisch bedrijf,
Het bedrijf werd in 1976 opgericht door de investeerder Robert A. Swanson en de biochemicus dr. Herbert Boyer, een pionier in de recombinant-DNA-technologie. Het bedrijf lag aan de basis van de huidige biotechnologische industrie. Per februari 2011 stelde Genentech meer dan 11.000 mensen te werk.
In 2008 behaalde Genetech een omzet van US$ 13,4 miljard, waarvan vier vijfde uit verkopen van geneesmiddelen. De inkomsten uit royalty's was een vijfde, waarbij Roche een omzetaandeel had van 60%. De uitgaven voor onderzoek en ontwikkeling was gemiddeld 20% van de omzet in de jaren 2006 tot en met 2008. De nettowinst is 2008 was US$ 3,4 miljard.
Het bedrijf is sinds 26 maart 2009 volledig in het bezit van het Zwitserse farmacieconcern Hoffmann-La Roche. De twee hadden al een langdurige zakelijke relatie, Roche had al een meerderheidsbelang in Genentech en de laatste had voor Roche diverse geneesmiddelen helpen ontwikkelen waaronder Avastin, Herceptin en Rituxan. Roche heeft bijna US$ 48 miljard betaald om Genentech te kopen.
De hoofdzetel bevindt zich nog steeds in South San Francisco (Californië). Daarnaast heeft Genentech fabrieken in Vacaville en Oceanside (Californië) en in Singapore, alsook een distributiecentrum in Hillsboro (Oregon).